# 보령댐
보령댐(保寧dam)은 충청남도 보령시 미산면에 위치한 대한민국의 댐이다.
1992년 6월 4일에 착공해 1998년 10월 29일에 준공했다. 금강과 별도의 하천인 웅천천에 위치한 댐이다. 이 댐에 저수된 물은 충청남도 서북부지역인 보령시, 서산시, 당진시, 서천군, 청양군, 홍성군, 예산군, 태안군 지역에 생활용수, 공업용수, 농업용수를 공급하며 또한 태안화력발전소 가동에 필요한 용수도 공급하는 역할을 한다.

## 시설 개요
- 하천명 : 지방2급 하천 웅천천 (금강 권역)
- 위치 : 충청남도 보령시 미산면 용수리, 동오리
- 사업기간 : 1990년 11월 ~ 1998년 10월 29일

### 본댐
- 형식 : 중심코아형 석괴댐
- 길이 : 291m
- 높이 : 50m

### 저수지
- 명칭 : 보령호
- 총저수용량 : 116.9백만m3
- 저수면적 : 163.6km3

### 발전시설
- 발전용량 : 700㎾/년

## 연혁
보령댐 건설은 1989년 10월부터 추진되어 1990년 9월에 건설부의 타당성조사를 통과해 같은해 11월부터 1991년 6월까지 설계, 1992년 6월 4일에 착공했다. 추진부터 착공까지 과정은 충청남도에서 이뤄졌지만 1993년 충청남도가 건설교통부에 댐 건설사업을 중앙정부에서 시행을 건의한 것이 반영되어 1994년부터 한국수자원공사로 건설 사업이 인수인계되었다. 1996년 10월 31일에 댐 축조가 끝나 담수가 이루어져 1997년 4월 28일부터는 태안화력발전소에 용수를 공급하기 시작했고, 1998년 10월 1일에는 8개 시·군 지역에 용수를 공급하기 시작했다. 준공은 1998년 10월 29일에 이루어졌다. 2002년 1월 10일에는 다목적댐으로 고시되었다.